# Olympische Sommerspiele 1920/Leichtathletik – Hochsprung (Männer)

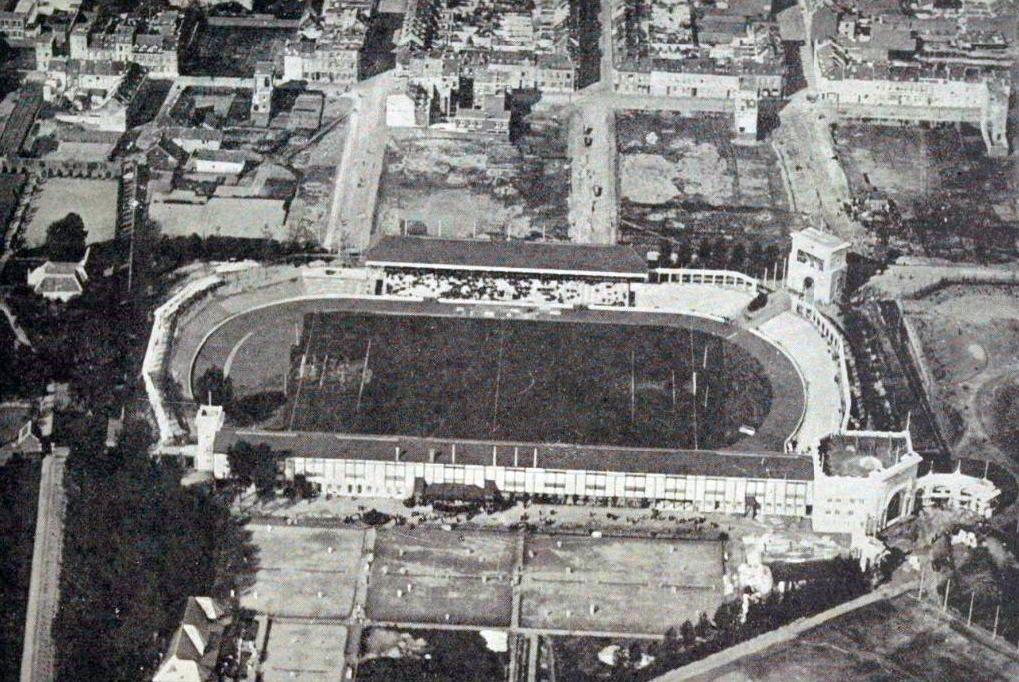
Das Antwerpener Olympiastadion

Der Hochsprung der Männer bei den Olympischen Spielen 1920 in Antwerpen wurde am 15. und 17. August 1920 im Antwerpener Olympiastadion ausgetragen. 22 Athleten nahmen daran teil.
Olympiasieger wurde der US-Athlet Richmond Landon vor seinem Landsmann Harold Muller. Bronze gewann der Schwede Bo Ekelund.
Athleten der Schweiz nahmen nicht teil. Deutschland und Österreich waren von diesen Spielen ausgeschlossen.

## Rekorde

### Bestehende Rekorde
| Weltrekord         | 2,01 m | Edward Besson ( USA) | Berkeley, USA          | 2. Mai 1914  |
| Olympischer Rekord | 1,93 m | Alma Richards ( USA) | OS Stockholm, Schweden | 8. Juli 1912 |

### Rekordverbesserung
Der US-amerikanische Olympiasieger Richmond Landon verbesserte den bestehenden olympischen Rekord im Finale am 17. August um einen halben Zentimeter auf 1,935 m.

## Durchführung des Wettbewerbs
Alle 22 Springer hatten am 15. August (Start 16:30 Uhr) eine Qualifikationsrunde zu absolvieren. Die Qualifikationshöhe betrug 1,80 Meter. Genau zwölf Athleten meisterten diese Höhe – hellblau unterlegt – und bestritten das Finale am 17. August um 14:30 Uhr.
Anmerkung: Die qualifizierten Springer sind.

## Qualifikation

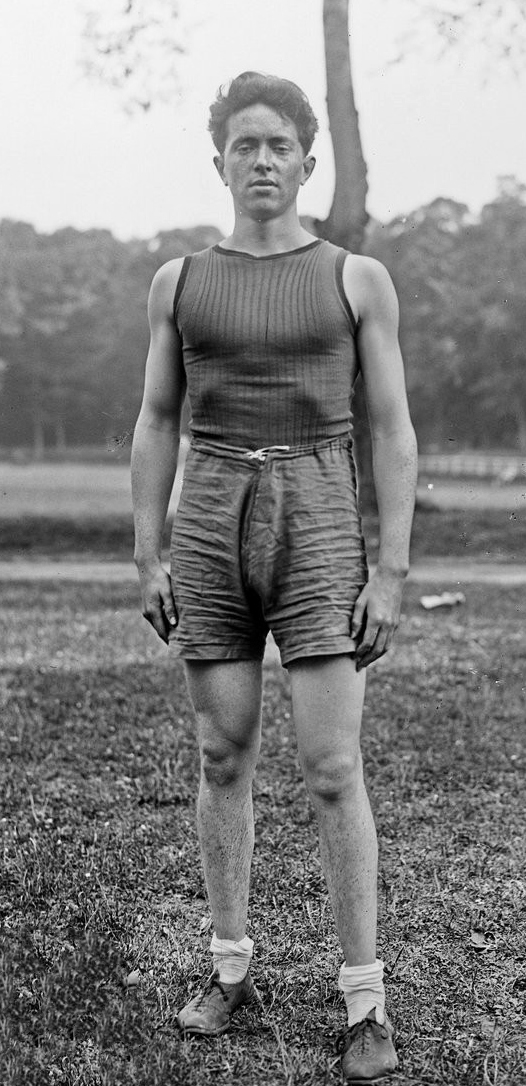
Pierre Guilloux hätte fünf Zentimeter höher springen müssen, um im Finale dabei zu sein

Datum: 15. August 1920, 16:30 Uhr
| Platz | Name                  | Nation           | Höhe   | Anmerkung |
| ----- | --------------------- | ---------------- | ------ | --------- |
| 1     | Benjamin Howard Baker | Großbritannien   | 1,80 m |           |
| 1     | Timothy Carroll       | Großbritannien   | 1,80 m |           |
| 1     | Bo Ekelund            | Schweden         | 1,80 m |           |
| 1     | Hans Jagenburg        | Schweden         | 1,80 m |           |
| 1     | René Labat            | Frankreich       | 1,80 m |           |
| 1     | Richmond Landon       | USA              | 1,80 m |           |
| 1     | Pierre Lewden         | Frankreich       | 1,80 m |           |
| 1     | Harold Muller         | USA              | 1,80 m |           |
| 1     | John Murphy           | USA              | 1,80 m |           |
| 1     | Thorvig Svahn         | Schweden         | 1,80 m |           |
| 1     | Einar Thulin          | Schweden         | 1,80 m |           |
| 1     | Walter Whalen         | USA              | 1,80 m |           |
| 13    | Pierre Guilloux       | Frankreich       | 1,75 m |           |
| 14    | Eric Dunbar           | Großbritannien   | 1,70 m |           |
| 14    | Georges Henrion       | Belgien          | 1,70 m |           |
| 16    | Dimitrios Andromedas  | Griechenland     | 1,65 m |           |
| 16    | Jean Hénault          | Belgien          | 1,65 m |           |
| 16    | Jean Mahy             | Belgien          | 1,65 m |           |
| 16    | František Stejskal    | Tschechoslowakei | 1,65 m |           |
| 20    | Henri Pleger          | Luxemburg        | 1,60 m |           |
| NM    | William Hunter        | Großbritannien   | ogV    |           |
| NM    | William Kennedy       | Kanada           | ogV    |           |

## Finale
Datum: 17. August 1920, 14:30 Uhr
| Platz | Name                  | Nation         | Höhe    | Anmerkung |
| ----- | --------------------- | -------------- | ------- | --------- |
| 1     | Richmond Landon       | USA            | 1,935 m | OR        |
| 2     | Harold Muller         | USA            | 1,90 m  |           |
| 3     | Bo Ekelund            | Schweden       | 1,90 m  |           |
| 4     | Walter Whalen         | USA            | 1,85 m  |           |
| 5     | John Murphy           | USA            | 1,85 m  |           |
| 6     | Benjamin Howard Baker | Großbritannien | 1,85 m  |           |
| 7     | Pierre Lewden         | Frankreich     | 1,80 m  |           |
| 7     | Einar Thulin          | Schweden       | 1,80 m  |           |
| 9     | Timothy Carroll       | Großbritannien | 1,75 m  |           |
| 9     | Hans Jagenburg        | Schweden       | 1,75 m  |           |
| 9     | René Labat            | Frankreich     | 1,75 m  |           |
| 9     | Thorvig Svahn         | Schweden       | 1,75 m  |           |

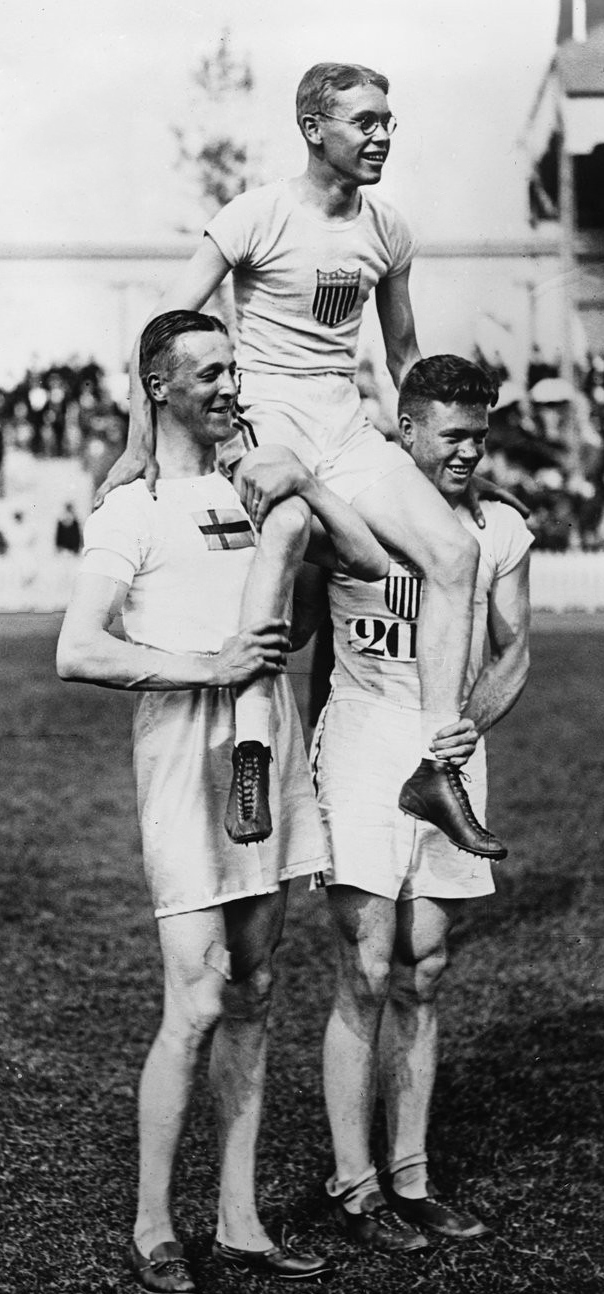
Die Medaillengewinner (v. l. n. r.): Bo Ekelund, Richmond Landon, Harold Muller

Zwölf Springer erreichten das Finale. Die Bedingungen für diesen Wettbewerb waren katastrophal. Dauerregen hatte den Anlaufbereich in einen Morast verwandelt. Die Organisatoren versuchten, mit Torfaufschüttungen Abhilfe zu schaffen, was allerdings wenig Besserung brachte.
Als es um den Olympiasieg ging, bewältigte alleine Richmond Landon die vermeintlich aufgelegte Höhe von 1,94 m, was ihm in seinem zweiten Versuch gelang. Beim Nachmessen stellte sich heraus, dass es nur 16 Fuß 4,24 Zoll (= 1,9368 m) waren. Es ist nicht bekannt, ob die Höhe auch im metrischen System nachgemessen wurde. In nacholympischen Berichten wurden zwei Höhen angegeben: 1,935 m – im Offiziellen Report und 1,936 m – im finnischen Bericht (Seitsemannet Olympialaisat Kisat).
Für den Ausgang war dies unerheblich, Landon gewann Gold und hatte auch mit seinen 1,935 m trotz der miserablen Verhältnisse einen neuen olympischen Rekord aufgestellt. Dieser war allerdings um siebeneinhalb Zentimeter niedriger als der bestehende Weltrekord.
Da es immer noch keine Mehrversuchs- oder Fehlversuchsregeln gab, wurde um die Silber- bzw. Bronzemedaille ein Stechen durchgeführt, das Harold Muller mit 1,88 m für sich entschied. Bronze ging mit 1,85 m an Bo Ekelund. Auch um Platz vier gab es ein Stechen, welches Edward Knourek vor Ernfrid Rydberg für sich entschied.

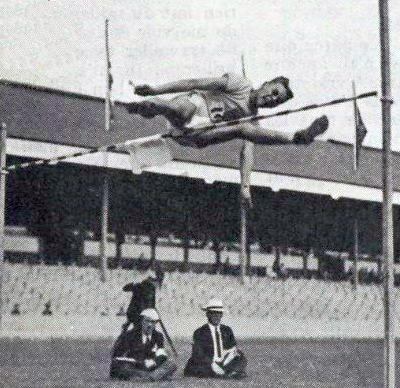
Olympiasieger Richmond Landon erzielte trotz äußerst widriger Bedingungen einen neuen olympischen Rekord
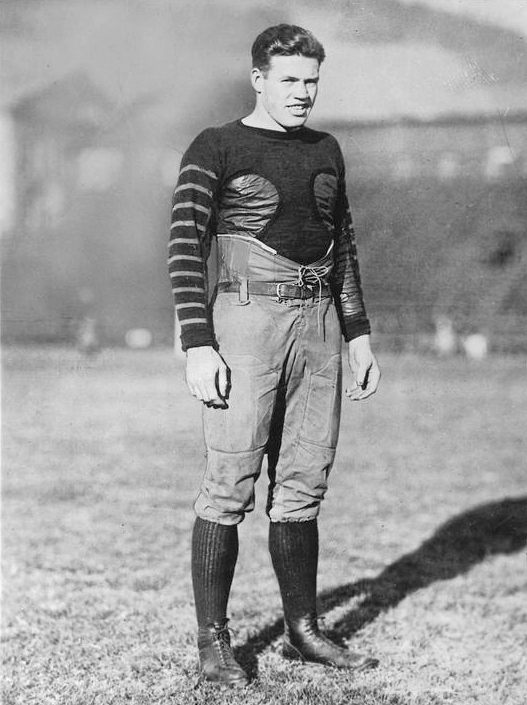
Harold Muller – hier als Footballspieler – Silber im Stechen
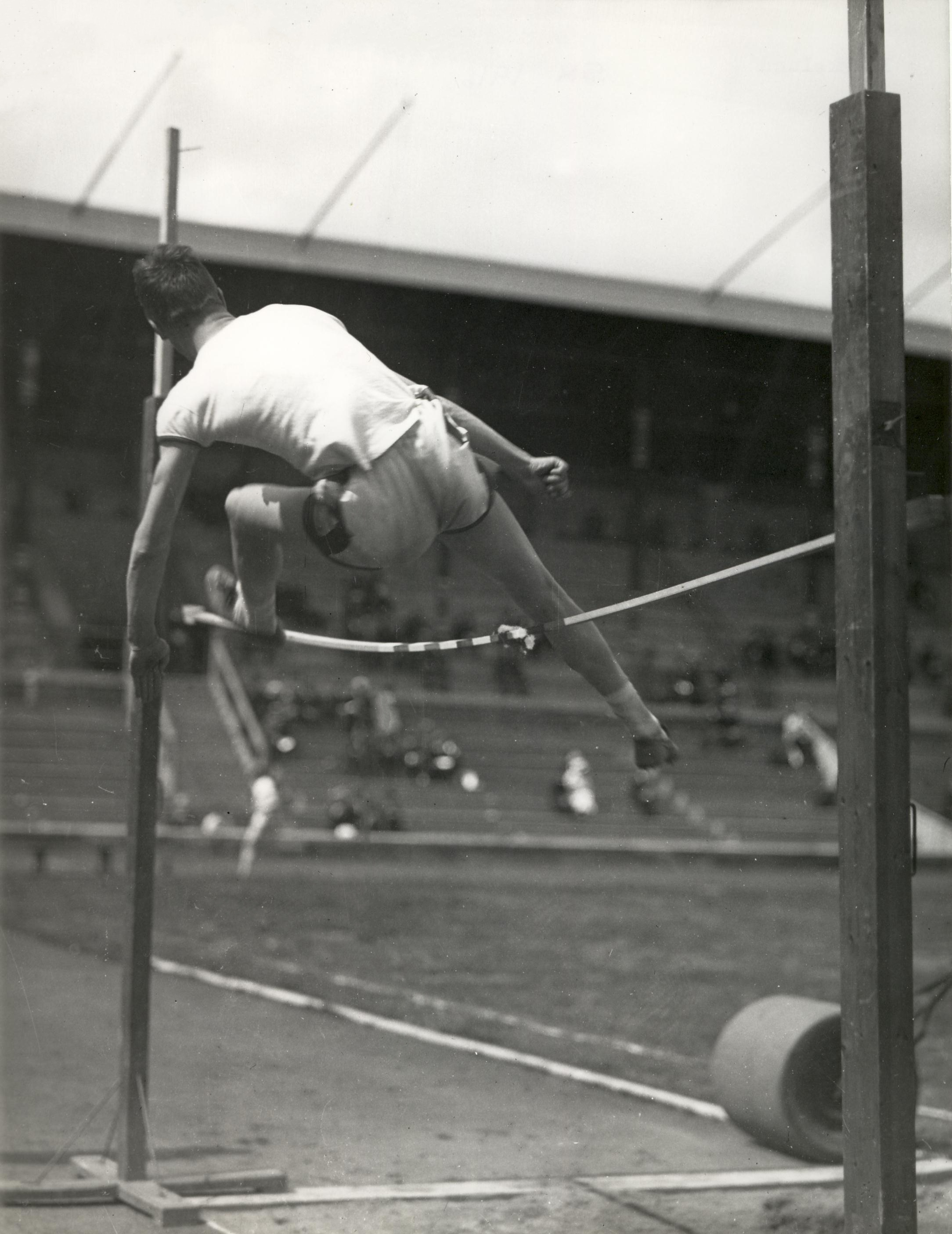
Bronzemedaillengewinner Bo Ekelund

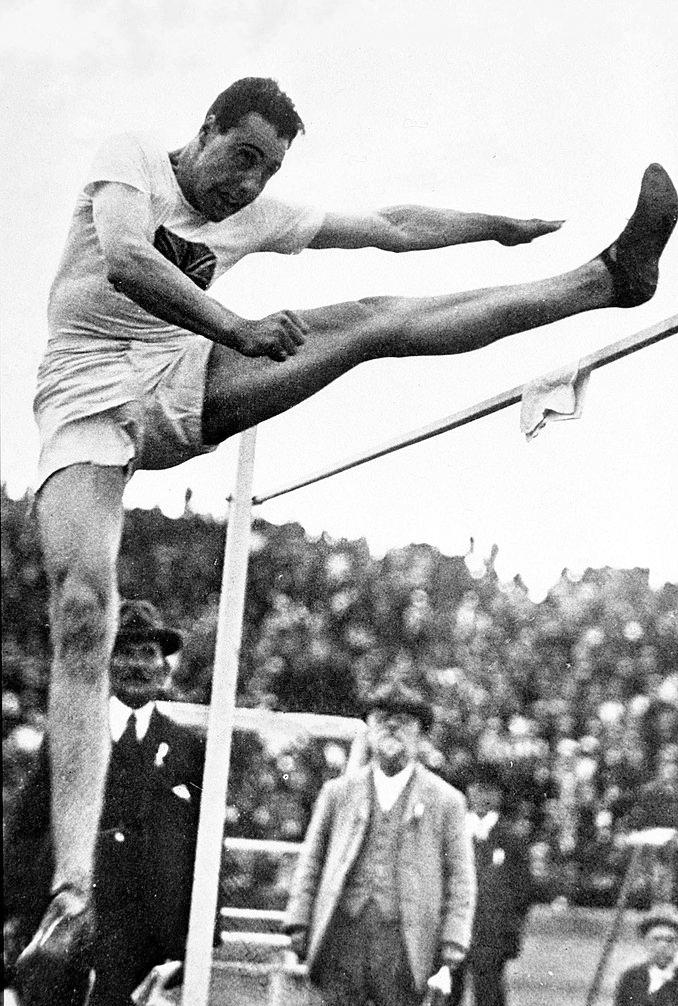
Benjamin Howard Baker erreichte Platz sechs
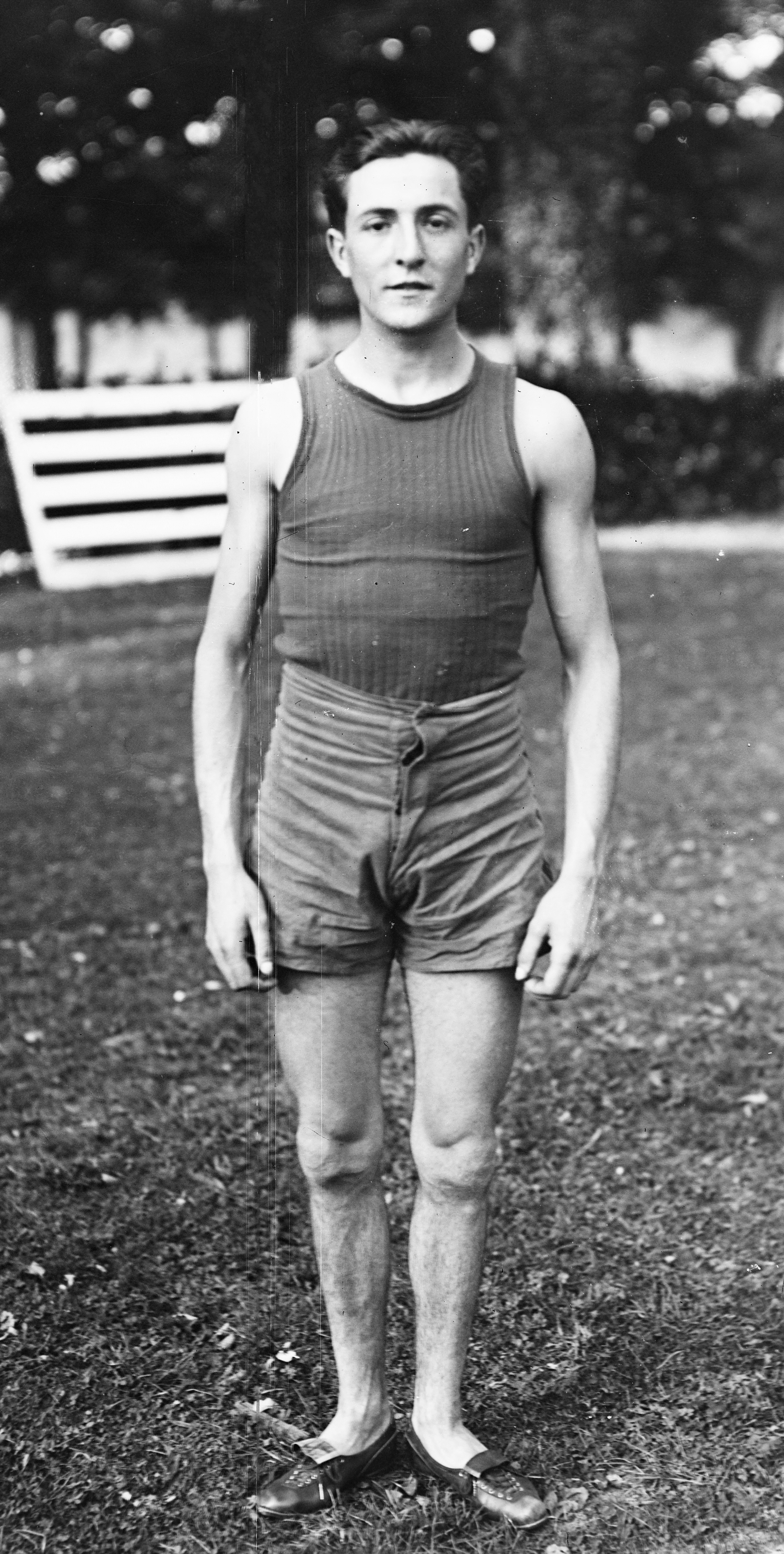
Pierre Lewden kam auf den geteilten siebten Platz
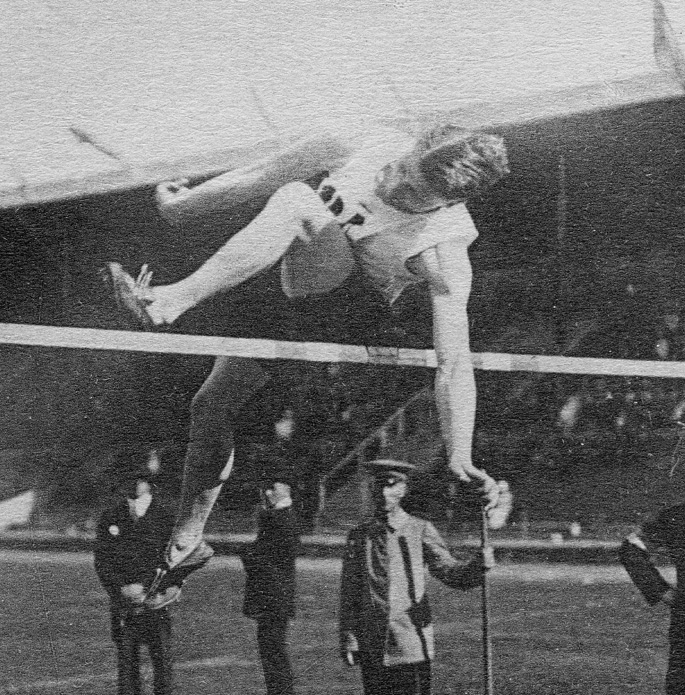
Hans Jagenburg belegte den geteilten Rang neun
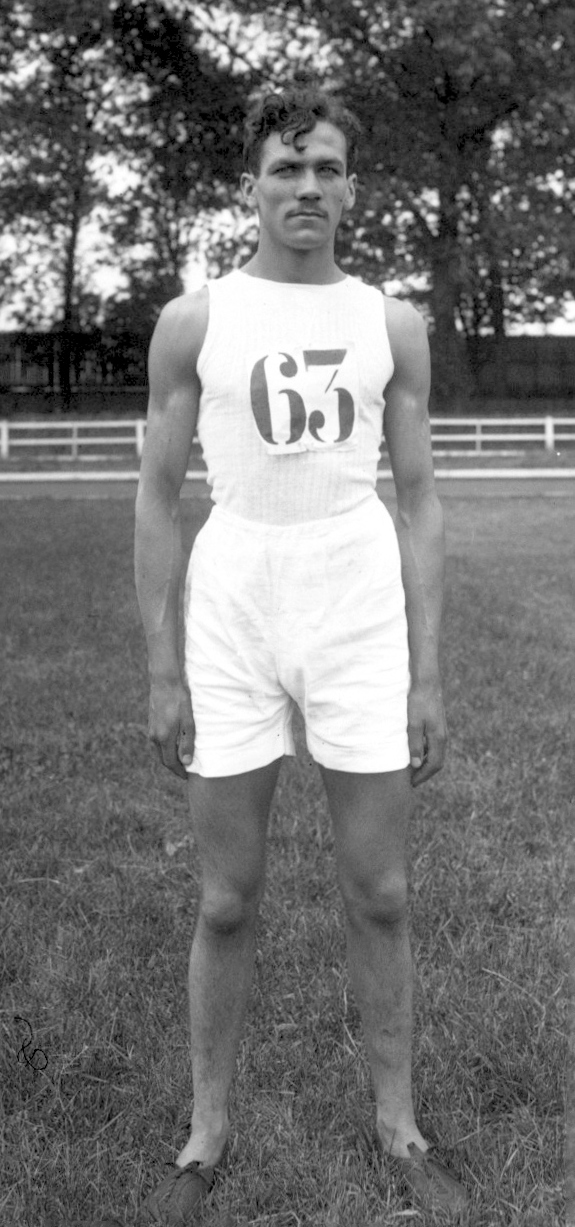
Geteilter Rang neun für René Labat